# Sultan-Diagonalnaht
Die Sultan-Diagonalnaht (Synonyme Sultansche Diagonalnaht, Sultan-Diagonalheft) ist eine Nahtform, die insbesondere in der Tiermedizin eingesetzt wird. Sie wird vor allem bei Wunden mit viel Zugspannung eingesetzt, vor allem zum Verschluss der Linea alba bei Bauchoperationen des Hundes, für Muskel- und Gelenkkapselnähte. Auch für Entlastungsnähte ist sie geeignet.
Für die Naht wird die Nadel von einem Wundrand eingestochen, dann auf der anderen Seite der Wunde wieder herausgeführt. Anschließend wird der Faden über die Wunde zurückgeführt und die Nadel mit einigem Abstand erneut in der gleichen Richtung durch die Wunde geführt. Angezogen überkreuzen sich damit die beiden Schlingen.